# Ooceraea quadridentata
Ooceraea quadridentata (лат.) — вид муравьёв рода Ooceraea из подсемейства Dorylinae.

## Распространение
Вьетнам, провинция Даклак, заповедник Намкар, 12.277°N, 108.094°E, на уровне 545 м.

## Описание
Мелкие муравьи коричневого цвета, длина около 3 мм. Длина головы от 0,82 до 0,89 мм; ширина головы от 0,70 до 0,75 мм. Усики рабочих 11-члениковые (самки и самцы неизвестны). От близких видов отличается следующими признаками: двумя парами зубчиков на проподеуме (отсюда и название вида) большим числом члеников в усиках, проподеум вооружен двумя парами зубчиков. Стебелёк между грудкой и брюшком двухчлениковый (следующий за петиолем III-й абдоминальный сегмент узкий и превращён в постпетиоль), но явные перетяжки между следующими абдоминальными сегментами (IV, V и VI) отсутствуют. Проното-мезоплевральный шов развит. Проподеальные дыхальца находятся в нижней части заднегрудки. Пигидиум с модифицированными щетинками. Оцеллии отсутствуют, сложные глаза редуцированные (1—5 фасеток) или отсутствуют. Нижнечелюстные щупики рабочих 3-члениковые, нижнегубные щупики состоят из 2 сегментов. Средние и задние голени с одной гребенчатой шпорой. Биология неизвестна. Гнездо с 15 рабочими муравьями было обнаружено в частично сгнившем пне на опушке вечнозеленого леса с бамбуком. Предположительно, как и другие близкие виды, хищники.